# Afrixalus laevis
Afrixalus laevis là một loài ếch trong họ Hyperoliidae.
Nó được tìm thấy ở Cameroon, Cộng hòa Dân chủ Congo, Guinea Xích Đạo, Gabon, Uganda, có thể cả Cộng hòa Trung Phi, có thể cả Cộng hòa Congo, có thể cả Nigeria, và có thể cả Rwanda.
Các môi trường sống tự nhiên của chúng là các khu rừng ẩm ướt đất thấp nhiệt đới hoặc cận nhiệt đới và sông. Loài này đang bị đe dọa do sự hủy hoại môi trường sống của chúng trong các khu rừng.